# 海の公園柴口駅

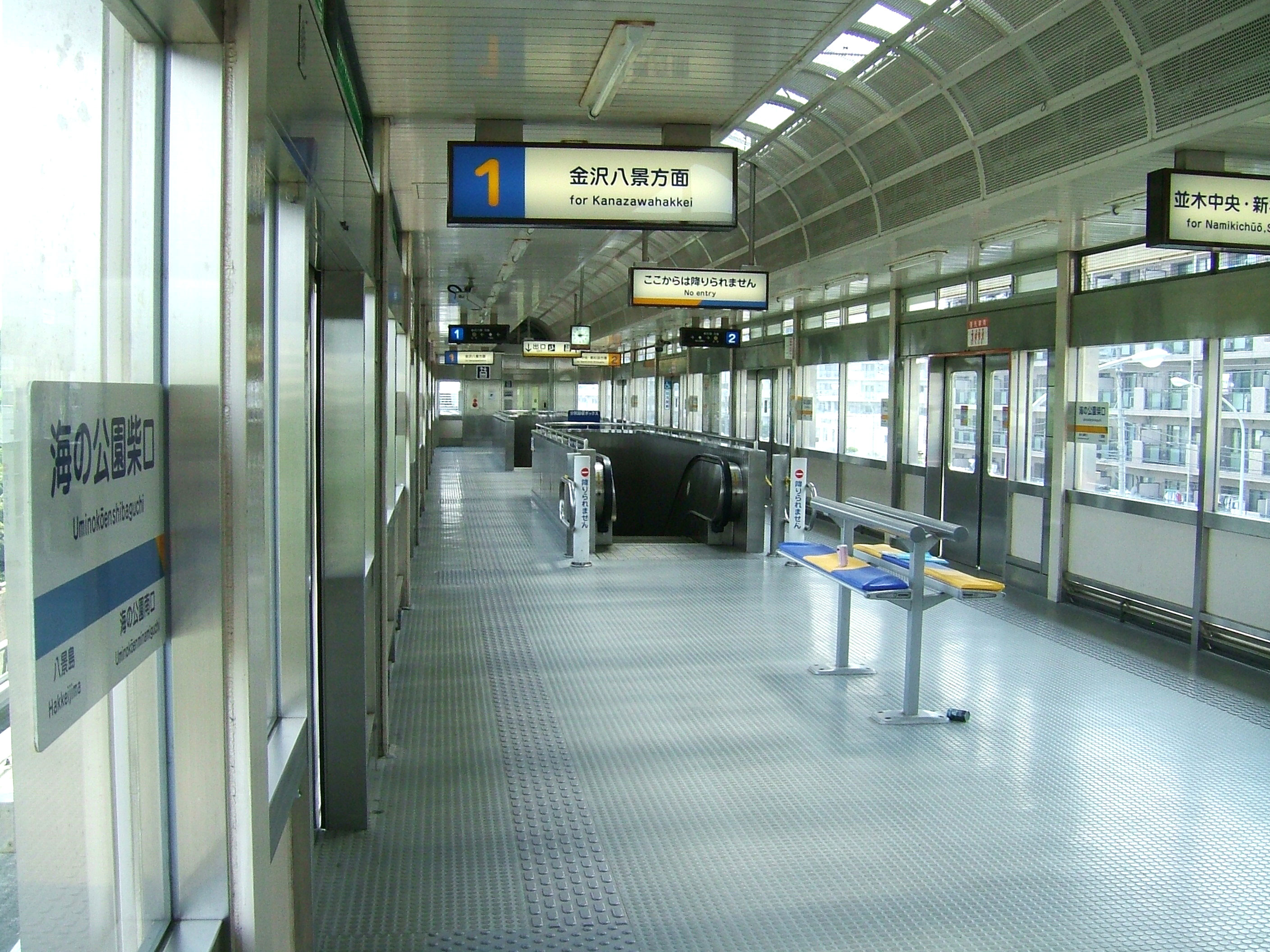
ホーム（2008年7月）

海の公園柴口駅（うみのこうえんしばぐちえき）は、神奈川県横浜市金沢区海の公園にある、横浜シーサイドライン金沢シーサイドラインの駅である。駅番号は11。

## 歴史
- 1989年（平成元年）7月5日 - 開業[1][2]。
- 2005年（平成17年）3月24日 - 自動券売機を更新、供用を開始。
- 2006年（平成18年）9月7日 - 改札とホームを結ぶエレベーターの供用を開始。

## 駅構造
島式ホーム1面2線をもつ高架駅。ホームの下部に駅舎を持つが無人駅となっている。自動券売機・自動改札設置駅。また、ホームと改札口を結ぶエレベーターが、2006年（平成18年）に1基設置された。

### のりば
| 番線 | 路線                 | 方向 | 行先                 |
| ---- | -------------------- | ---- | -------------------- |
| 1    | 金沢シーサイドライン | 下り | 金沢八景方面         |
| 2    | 金沢シーサイドライン | 上り | 並木中央・新杉田方面 |

## 利用状況
2022年度の1日平均乗降人数は2,213人（乗車人員：1,137人、降車人員：1,076人）である。シーサイドラインの駅では隣の海の公園南口駅に次いで少ないが、潮干狩りの時期や花火大会開催時になると混雑が激しくなる。
近年の1日平均乗降・乗車人員推移は下記の通り。
| 年度               | 1日平均 乗降人員 | 1日平均 乗車人員 | 出典                |
| ------------------ | ---------------- | ---------------- | ------------------- |
| 1992年（平成04年） |                  | 772              |                     |
| 1993年（平成05年） |                  | 749              |                     |
| 1994年（平成06年） |                  | 729              |                     |
| 1995年（平成07年） |                  | 738              | [ 乗降データ 2 ]    |
| 1996年（平成08年） |                  | 720              |                     |
| 1997年（平成09年） |                  | 776              |                     |
| 1998年（平成10年） |                  | 796              | [ 神奈川県統計 1 ]  |
| 1999年（平成11年） |                  | 754              | [ 神奈川県統計 2 ]  |
| 2000年（平成12年） |                  | 753              | [ 神奈川県統計 2 ]  |
| 2001年（平成13年） |                  | 762              | [ 神奈川県統計 3 ]  |
| 2002年（平成14年） |                  | 765              | [ 神奈川県統計 4 ]  |
| 2003年（平成15年） |                  | 775              | [ 神奈川県統計 5 ]  |
| 2004年（平成16年） |                  | 805              | [ 神奈川県統計 6 ]  |
| 2005年（平成17年） |                  | 841              | [ 神奈川県統計 7 ]  |
| 2006年（平成18年） |                  | 915              | [ 神奈川県統計 8 ]  |
| 2007年（平成19年） |                  | 959              | [ 神奈川県統計 9 ]  |
| 2008年（平成20年） |                  | 945              | [ 神奈川県統計 10 ] |
| 2009年（平成21年） | 1,938            | 977              | [ 神奈川県統計 11 ] |
| 2010年（平成22年） | 1,875            | 947              | [ 神奈川県統計 12 ] |
| 2011年（平成23年） | 1,762            | 895              | [ 神奈川県統計 13 ] |
| 2012年（平成24年） | 1,912            | 973              | [ 神奈川県統計 14 ] |
| 2013年（平成25年） | 1,940            | 989              | [ 神奈川県統計 15 ] |
| 2014年（平成26年） | 1,984            | 1,010            | [ 神奈川県統計 16 ] |
| 2015年（平成27年） | 2,033            | 1,037            | [ 神奈川県統計 17 ] |
| 2016年（平成28年） | 2,016            | 1,028            |                     |
| 2017年（平成29年） | 2,029            | 1,036            |                     |
| 2018年（平成30年） | 2,068            | 1,057            |                     |
| 2019年（令和元年） | 2,175            | 1,107            |                     |
| 2020年（令和02年） | 1,754            | 905              |                     |
| 2021年（令和03年） | 2,053            | 1,057            |                     |
| 2022年（令和04年） | 2,213            | 1,137            |                     |

## 駅周辺
- TAIRAYA八景島店
- 海の公園（なぎさ広場）
- 称名寺
- 金沢文庫
- 柴漁港 - アナゴやタチウオ、イカ、アジなどが水揚げされる漁港[4]

## バス路線
駅前の「八景島入口」が最寄りバス停。京浜急行バスによる運行。発着する路線の詳細は京浜急行バス追浜営業所を参照。
- <文17・文18・文19> 金沢文庫駅行
- <文17> 工業団地小循環
- <文18> 東柴町
- <文19> ヘリポート循環

## 隣の駅
横浜シーサイドライン
 金沢シーサイドライン
八景島駅 (10) - 海の公園柴口駅 (11) - 海の公園南口駅 (12)